# Cypriotisch voetbalkampioenschap 2011/12
Het seizoen 2011-2012 van de Cypriotisch voetbalkampioenschap is het 74e seizoen van de hoogste Cypriotische voetbalcompetitie. Het seizoen begon op 27 augustus 2011 en zal eindigen op 12 mei 2012. Aan de competitie nemen veertien clubs deel. APOEL Nicosia is titelverdediger. AEL Limassol werd kampioen voor 6e keer.

## Stadions
| Club                | Locatie            | Stadion                     | Capaciteit |
| ------------------- | ------------------ | --------------------------- | ---------- |
| AEK                 | Larnaca            | GSZ-stadion                 | 13,032     |
| AEL                 | Limassol           | Tsirion Stadium             | 13,331     |
| Alki                | Larnaca            | Neo GSZ Stadium             | 13,032     |
| Anagennisi Dherynia | Dherynia           | Tasos Marcou Stadium        | 5,800      |
| Anorthosis          | Larnaca            | Antonis Papadopoulosstadion | 10,230     |
| APOEL               | Nicosia            | GSP Stadium                 | 22,859     |
| Apollon             | Limassol           | Tsirion Stadium             | 13,331     |
| Aris                | Limassol           | Tsirion Stadium             | 13,331     |
| Enosis              | Paralimni          | Tasos Marcou Stadium        | 5,800      |
| Ermis               | Aradippou, Larnaca | Ammochostosstadion          | 5,500      |
| Ethnikos Achna      | Achna, Famagusta   | Dasaki Stadium              | 7,000      |
| Nea Salamis         | Larnaca            | Ammochostosstadion          | 5,500      |
| Olympiakos          | Nicosia            | GSP Stadium                 | 22,859     |
| Omonia              | Nicosia            | GSP Stadium                 | 22,859     |

## Club sponsors & Personelen
| Team         | Trainer                   | Aanvoeder             | T-Shirt | T-Shirt sponsor     |
| ------------ | ------------------------- | --------------------- | ------- | ------------------- |
| AEK          | Leon Vlemmings            | Gregoor van Dijk      | Puma    | CytaVision          |
| AEL          | Charalambos Christodoulou | Marios Nicolaou       | Puma    | CytaVision          |
| Alki         | Radmilo Ivančević         | Siniša Dobrašinović   | Legea   |                     |
| Anagennisi   | Adamos Adamou             | Giorgos Giannakou     | Legea   | MetLife Alico       |
| Anorthosis   | Ronny Levy                | Ioannis Okkas         | Puma    | CytaMobile Vodafone |
| APOEL        | Ivan Jovanović            | Marinos Satsias       | Puma    | MTN                 |
| Apollon      | Hagen Reeck (tijdelijk)   | Giorgos Merkis        | Lotto   | Betfair             |
| Aris         | Demetris Ioannou          | Giorgos Vasiliou      | Puma    | Cytanet             |
| Enosis       | Marios Karas              | Chrysis Michael       | Puma    | CYTA                |
| Ermis        | Nikos Andronikou          | Andreas Papathanasiou | Legea   | CYTA                |
| Ethnikos     | Nicos Papadopoulos        | Christos Poyiatzis    | Legea   | CYTA                |
| Nea Salamina | Stephen Constantine       | Prodromos Therapontos | Givova  | CytaMobile Vodafone |
| Olympiakos   | Nikodimos Papavasiliou    | Nikolas Nicolaou      | Givova  | CYTA                |
| Omonia       | Neophytos Larkou          | Constantinos Makrides | Adidas  | CytaMobile Vodafone |

## Trainerswijzigingen
| Team       | Trainer                   | Wijze van vertrek       | Datum of vacant   | Tabel                | Vervanger                 | Datum of vervanger |
| ---------- | ------------------------- | ----------------------- | ----------------- | -------------------- | ------------------------- | ------------------ |
| Olympiakos | Charalambos Christodoulou | Ontslag genomen         | 20 Maart 2011     | Begin van competitie | Nicos Papadopoulos        | 14 Mei 2011        |
| Ermis      | João Carlos Pereira       | Wederzijdse toestemming | 4 Mei 2011        | Begin van competitie | Loukas Hadjiloukas        | 13 Mei 2011        |
| Alki       | Itzhak Shum               | Ontslagen               | 10 Mei 2011       | Begin van competitie | Radmilo Ivančević         | 14 Mei 2011        |
| AEL        | Raymond Atteveld          | Wederzijdse toestemming | 14 Mei 2011       | Begin van competitie | Charalambos Christodoulou | 14 Mei 2011        |
| Apollon    | Andreas Michaelides       | Wederzijdse toestemming | 23 Mei 2011       | Begin van competitie | Didier Ollé-Nicolle       | 10 Juli 2011       |
| Ermis      | Loukas Hadjiloukas        | Ontslag genomen         | 12 Augustus 2011  | Begin van competitie | Panayiotis Xiourouppas    | 13 Augustus 2011   |
| Anorthosis | Stanimir Stoilov          | Ontslagen               | 25 September 2011 | 6th                  | Ronny Levy                | 2 Oktober 2011     |
| Ethnikos   | Svetozar Šapurić          | Ontslagen               | 5 Oktober 2011    | 12th                 | Čedomir Janevski          | 10 Oktober 2011    |
| Ermis      | Panayiotis Xiourouppas    | Ontslagen               | 24 Oktober 2011   | 14th                 | Nikos Andronikou          | 24 Oktober 2011    |
| Apollon    | Didier Ollé-Nicolle       | Wederzijdse toestemming | 5 November 2011   | 5th                  | Mihai Stoichiţă           | 14 November 2011   |
| AEK        | Ton Caanen                | Wederzijdse toestemming | 20 November 2011  | 6th                  | Leon Vlemmings            | 2 December 2011    |
| Olympiakos | Nicos Papadopoulos        | Ontslag genomen         | 25 Februari 2012  | 11th                 | Nikodimos Papavasiliou    | 26 Februari 2012   |
| Ethnikos   | Čedomir Janevski          | Ontslagen               | 27 Januari 2012   | 11th                 | Nicos Papadopoulos        | 28 Januari 2012    |
| Apollon    | Mihai Stoichiţă           | Ontslag genomen         | 4 Maart 2012      | 7th                  | Hagen Reeck (tijdelijk)   | 4 Maart 2012       |
| Aris       | Dušan Mitošević           | Ontslagen               | 26 Maart 2012     | 12th                 | Demetris Ioannou          | 26 Maart 2012      |
| Enosis     | Nir Klinger               | Ontslagen               | 8 April 2012      | 12th                 | Marios Karas              | 8 April 2012       |

## Eerste ronde

### Tabel
| Pos. | Club                   | Wed. | W  | G | V  | DV | DT | Ptn. | Opmerking                            |
| ---- | ---------------------- | ---- | -- | - | -- | -- | -- | ---- | ------------------------------------ |
| 1    | AEL Limassol           | 26   | 18 | 6 | 2  | 33 | 7  | 60   | Gekwalificeerd voor Groep A          |
| 2    | Omonia Nicosia         | 26   | 17 | 6 | 3  | 47 | 16 | 57   | Gekwalificeerd voor Groep A          |
| 3    | APOEL Nicosia          | 26   | 17 | 5 | 4  | 39 | 13 | 56   | Gekwalificeerd voor Groep A          |
| 4    | Anorthosis Famagusta   | 26   | 15 | 7 | 4  | 30 | 12 | 52   | Gekwalificeerd voor Groep A          |
| 5    | AEK Larnaca            | 26   | 11 | 9 | 6  | 33 | 21 | 42   | Gekwalificeerd voor Groep B          |
| 6    | Nea Salamina Famagusta | 26   | 10 | 6 | 10 | 33 | 41 | 36   | Gekwalificeerd voor Groep B          |
| 7    | Apollon Limassol       | 26   | 10 | 4 | 12 | 31 | 39 | 34   | Gekwalificeerd voor Groep B          |
| 8    | Alki Larnaca           | 26   | 10 | 4 | 12 | 32 | 40 | 34   | Gekwalificeerd voor Groep B          |
| 9    | Olympiakos Nicosia     | 26   | 7  | 9 | 10 | 29 | 34 | 30   | Gekwalificeerd voor Groep C          |
| 10   | Enosis Neon Paralimni  | 26   | 8  | 5 | 13 | 17 | 24 | 29   | Gekwalificeerd voor Groep C          |
| 11   | Ethnikos Achna         | 26   | 7  | 8 | 11 | 21 | 23 | 29   | Gekwalificeerd voor Groep C          |
| 12   | Aris Limassol          | 26   | 7  | 6 | 13 | 27 | 35 | 27   | Gekwalificeerd voor Groep C          |
| 13   | Anagennisi Dherynia    | 26   | 2  | 5 | 19 | 16 | 45 | 11   | Degradatie naar B' Kategoria 2012/13 |
| 14   | Ermis Aradippou        | 26   | 1  | 4 | 21 | 12 | 50 | 7    | Degradatie naar B' Kategoria 2012/13 |

### Resultaten
| Thuis \ Uit           | AEK | AEL | ALK | AND | ANO | APOE | APOL | ARI | ENP | ERM | ETH | NSL | OLY | OMO |
| --------------------- | --- | --- | --- | --- | --- | ---- | ---- | --- | --- | --- | --- | --- | --- | --- |
| AEK Larnaca           |     | 0–0 | 2–0 | 2–0 | 1–1 | 0–0  | 1–1  | 1–0 | 0–2 | 2–0 | 2–1 | 6–0 | 0–0 | 2–1 |
| AEL Limassol          | 2–0 |     | 1–0 | 1–0 | 0–0 | 0–0  | 3–0  | 1–0 | 1–0 | 2–0 | 0–0 | 2–0 | 3–2 | 0–3 |
| Alki Larnaca          | 2–2 | 1–2 |     | 4–0 | 1–3 | 2–1  | 2–1  | 1–0 | 1–0 | 3–0 | 0–1 | 0–1 | 4–2 | 0–3 |
| Anagennisi Dherynia   | 0–3 | 0–1 | 1–2 |     | 0–2 | 1–2  | 4–1  | 1–1 | 0–2 | 2–1 | 0–0 | 1–2 | 0–1 | 1–1 |
| Anorthosis Famagusta  | 0–1 | 0–1 | 0–0 | 1–0 |     | 2–0  | 2–0  | 2–2 | 1–0 | 1–0 | 2–0 | 1–1 | 2–1 | 0–1 |
| APOEL                 | 3–0 | 0–1 | 3–1 | 2–0 | 0–0 |      | 2–1  | 1–0 | 1–0 | 2–0 | 2–1 | 1–0 | 0–0 | 0–0 |
| Apollon Limassol      | 0–3 | 0–3 | 5–1 | 1–0 | 1–1 | 0–2  |      | 1–2 | 2–0 | 2–0 | 2–0 | 3–2 | 2–0 | 2–5 |
| Aris Limassol         | 1–1 | 0–1 | 1–1 | 2–0 | 1–0 | 0–1  | 2–0  |     | 1–0 | 3–0 | 1–4 | 2–3 | 2–3 | 1–1 |
| Enosis Neon Paralimni | 1–0 | 0–4 | 2–0 | 2–0 | 0–1 | 0–2  | 1–1  | 2–0 |     | 1–0 | 0–0 | 0–2 | 1–2 | 1–1 |
| Ermis Aradippou       | 0–1 | 0–0 | 1–1 | 3–2 | 0–1 | 1–4  | 0–2  | 1–5 | 0–1 |     | 0–0 | 2–2 | 1–3 | 0–2 |
| Ethnikos Achna        | 1–0 | 0–1 | 2–0 | 1–1 | 0–1 | 0–3  | 0–1  | 4–0 | 1–1 | 2–1 |     | 1–0 | 0–1 | 0–1 |
| Nea Salamis Famagusta | 1–1 | 0–3 | 0–1 | 5–2 | 0–3 | 1–0  | 1–2  | 2–0 | 1–1 | 1–0 | 1–0 |     | 1–1 | 1–4 |
| Olympiakos Nicosia    | 1–1 | 0–0 | 2–3 | 0–0 | 1–2 | 1–4  | 0–0  | 0–0 | 2–0 | 3–1 | 1–1 | 2–3 |     | 0–2 |
| Omonia Nicosia        | 2–0 | 1–0 | 4–1 | 2–0 | 0–1 | 1–3  | 2–0  | 3–0 | 1–0 | 2–0 | 1–1 | 2–2 | 1–0 |     |

## Tweede ronde

### Groep A
| Pos | Team                 | Wed | W  | G | V | Ptn | DV | DT | +/− | Kwalificatie                                                               |
| --- | -------------------- | --- | -- | - | - | --- | -- | -- | --- | -------------------------------------------------------------------------- |
| 1   | AEL Limassol (C)     | 32  | 20 | 8 | 4 | 68  | 37 | 10 | +27 | Gekwalificeerd voor Tweede kwalificatie rondeUEFA Champions League 2012/13 |
| 2   | APOEL                | 32  | 20 | 6 | 6 | 66  | 46 | 19 | +27 | Gekwalificeerd voor Tweede kwalificatie ronde UEFA Europa League 2012/13   |
| 3   | Omonia Nicosia       | 32  | 20 | 6 | 6 | 66  | 56 | 23 | +33 | Gekwalificeerd voor Derde Kwalificatie ronde UEFA Europa League 2012/13    |
| 4   | Anorthosis Famagusta | 32  | 17 | 8 | 7 | 59  | 36 | 21 | +15 | Gekwalificeerd voor Tweede Kwalificatie ronde UEFA Europa League 2012/13   |

1. 1 2  APOE: 7pts; OMO: 4pts
2. 1 2  De winnaars van Cypriotische beker 2011/12, Omonia, kwalificeerden zich voor de UEFA Europa League 2012/13. Sinds ze als derde eindigden, plaatste het als vierde geplaatste team van de competitie zich ook voor de Europa League.

### Resultaten
| Thuis \ Uit          | AEL | ANO | APOE | OMO |
| -------------------- | --- | --- | ---- | --- |
| AEL Limassol         |     | 1–0 | 0–0  | 2–0 |
| Anorthosis Famagusta | 1–1 |     | 1–2  | 0–4 |
| APOEL                | 1–0 | 1–2 |      | 1–2 |
| Omonia Nicosia       | 1–0 | 1–2 | 1–2  |     |

### Groep B
| Pos | Team                  | Wed | W  | G  | V  | Ptn | DV | DT | +/− |
| --- | --------------------- | --- | -- | -- | -- | --- | -- | -- | --- |
| 5   | AEK Larnaca           | 32  | 13 | 10 | 9  | 49  | 40 | 27 | +13 |
| 6   | Apollon Limassol      | 32  | 12 | 7  | 13 | 43  | 36 | 43 | −7  |
| 7   | Nea Salamis Famagusta | 32  | 11 | 10 | 11 | 43  | 39 | 47 | −8  |
| 8   | Alki Larnaca          | 32  | 12 | 6  | 14 | 42  | 35 | 45 | −10 |

1. 1 2  APOL: 8pts; NSL: 2pts

### Resultaten
| Thuis \ Uit           | AEK | ALK | APOL | NSL |
| --------------------- | --- | --- | ---- | --- |
| AEK Larnaca           |     | 3–1 | 0–1  | 1–2 |
| Alki Larnaca          | 0–2 |     | 1–0  | 1–0 |
| Apollon Limassol      | 1–0 | 0–0 |      | 1–1 |
| Nea Salamis Famagusta | 1–1 | 0–0 | 2–2  |     |

### Groep C
| Pos | Team                  | Wed | W  | G  | V  | Ptn | DV | DT | +/− | Degradatie                           |
| --- | --------------------- | --- | -- | -- | -- | --- | -- | -- | --- | ------------------------------------ |
| 9   | Ethnikos Achna        | 32  | 10 | 10 | 12 | 40  | 30 | 31 | −1  |                                      |
| 10  | Olympiakos Nicosia    | 32  | 10 | 9  | 13 | 39  | 36 | 44 | −8  |                                      |
| 11  | Enosis Neon Paralimni | 32  | 11 | 5  | 16 | 38  | 26 | 30 | −4  |                                      |
| 12  | Aris Limassol (R)     | 32  | 8  | 8  | 16 | 32  | 32 | 44 | −12 | Degradatie naar B' Kategoria 2012/13 |

### Resultaten
| Thuis \ Uit           | ARI | ENP | ETH | OLY |
| --------------------- | --- | --- | --- | --- |
| Aris Limassol         |     | 0–2 | 2–2 | 1–0 |
| Enosis Neon Paralimni | 1–0 |     | 1–2 | 5–0 |
| Ethnikos Achna        | 1–1 | 2–0 |     | 2–1 |
| Olympiakos Nicosia    | 3–1 | 1–0 | 2–1 |     |

## Topscorers
| Rank | Speler                     | Club             | Doelpunten |
| ---- | -------------------------- | ---------------- | ---------- |
| 1    | Freddy                     | Omonia           | 17         |
| 2    | Esteban Solari             | APOEL            | 10         |
| 3    | Arnal Llibert              | Alki             | 9          |
| 3    | Patrick Vouho              | AEL              | 9          |
| 5    | Gonzalo García             | AEK              | 8          |
| 5    | Chris Dickson              | Nea Salamina/AEL | 8          |
| 7    | Miljan Mrdaković           | AEK              | 7          |
| 7    | Constantinos Charalambides | APOEL            | 7          |
| 7    | Gelson                     | Aris             | 7          |
| 10   | Mustapha Bangura           | Apollon          | 6          |
| 10   | Georgios Efrem             | Omonia           | 6          |
| 10   | Christos Chatzipantelidis  | Nea Salamina     | 6          |
| 10   | Jan Rezek                  | Anorthosis       | 6          |
| 10   | Hristijan Kirovski         | Apollon          | 6          |
| 10   | Emmanuel Kenmogne          | Olympiakos       | 6          |

### Hattricks
| Speler            | Voor       | Tegen      | Resultaat | Datum            |
| ----------------- | ---------- | ---------- | --------- | ---------------- |
| Ivan Tričkovski   | APOEL      | AEK        | 3-0       | 19 december 2011 |
| Patrick Vouho     | AEL        | Enosis     | 0-4       | 7 januari 2012   |
| Emmanuel Kenmogne | Olympiakos | Ermis      | 3-1       | 24 maart 2012    |
| José Semedo 5     | Enosis     | Olympiakos | 5-0       | 12 mei 2012      |

- 5 Speler maakt een 5 doelpunten

## Statistieken
- Eerste doelpunt van seizoen : 10e minuut -  Edmar voor AEL tegen Nea Salamina.
- Snelste doelpunt van seizoen : 37 seconde -  Mato Šimunović voor Anagennisi tegen Apollon.
- Laatste doelpunt van seizoen in wedstrijd : 97 minuut en 34 seconde -  Christos Karipidis voor Omonia tegen Ethnikos.
- Eerste eigen doelpunt van seizoen :  Bojan Markovski voor Enosis tegen Anorthosis.
- Eerste penalty gescoord van seizoen :  Hristijan Kirovski voor Apollon tegen Anagennisi Dherynia.

## Kampioen
| 2011/12                          |
| Cyprus                           |
| -------------------------------- |
| AEL Limassol Kampioen (6° titel) |

1934/35 · 1935/36 · 1936/37 · 1937/38 · 1938/39 · 1939/40 · 1940/41 · 1941/42 · 1942/43 · 1943/44 ·  1944/45 · 1945/46 · 1946/47 · 1947/48 · 1948/49 · 1949/50 · 1950/51 · 1951/52 · 1952/53 · 1953/54 · 1954/55 · 1955/56 · 1956/57 · 1957/58 · 1958/59 ·  1959/60 · 1960/61 · 1961/62 · 1962/63 · 1963/64 · 1964/65 · 1965/66 · 1966/67 · 1967/68 · 1968/69 · 1969/70 · 1970/71 · 1971/72 · 1972/73 · 1973/74 · 1974/75 · 1975/76 · 1976/77 · 1977/78 · 1978/79 · 1979/80 · 1980/81 · 1981/82 · 1982/83 · 1983/84 · 1984/85 · 1985/86 · 1986/87 · 1987/88 · 1988/89 · 1989/90 · 1990/91 · 1991/92 · 1992/93 · 1993/94 · 1994/95 · 1995/96 · 1996/97 · 1997/98 · 1998/99 · 1999/00 · 2000/01 · 2001/02 · 2002/03 · 2003/04 · 2004/05 · 2005/06 · 2006/07 · 2007/08 · 2008/09 · 2009/10 · 2010/11 · 2011/12 · 2012/13 · 2013/14 · 2014/15 · 2015/16 · 2016/17 · 2017/18 · 2018/19 · 2019/20 · 2020/21 · 2021/22
Nationale competities:
Albanië · Armenië · België · Bosnië en Herzegovina · Bulgarije · Cyprus · Denemarken · Duitsland · Engeland · Estland · Finland · Frankrijk · Griekenland · Hongarije · IJsland · Ierland · Israël · Italië · Kazachstan · Kroatië · Letland · Luxemburg · Montenegro · Nederland · Noorwegen · Oekraïne · Oostenrijk · Polen · Portugal · Roemenië · Rusland · San Marino · Schotland · Servië · Slovenië · Slowakije · Spanje · Tsjechië · Turkije · Zweden · Zwitserland
Europese competities: Super Cup 2012 · Champions League · Europa League